# Sita (Mondkrater)
Sita ist ein kleiner Einschlagkrater auf der Rückseite des Erdmondes. Er liegt innerhalb des Kraters King nahe der ostsüdöstlichen Innenwand.
Der Krater wurde 1976 durch die Internationale Astronomische Union (IAU) benannt.